# Fronteira Burquina Fasso–Gana
A fronteira entre Gana e Burquina Fasso é composta de dois trechos, um sul-norte outro oeste-leste, que separam  o sudoeste e o sul central de Burquina Fasso (antigo Alto Volta) do oeste e norte de Gana. No sul faz a tríplice fronteira Gana-Burquina Fasso-Costa do Marfim, segue o rio Volta Preto até o início do trecho oeste-leste da fronteira. Esse último trecho é quase retilíneo e segue nas proximidades do Paralelo 11º N ao norte de Gana, indo até a fronteira tripla dos dois países com Togo. Separa as regiões Sul-Oeste, Centro-Oeste, Centro-Sul, Centro-Este, Este de Burquina Fasso das regiões Upper East, Upper West de Gana.
Duas das quatro nações envolvidas na formação dessa fronteira, Burquina Fasso e Costa do Marfim são antigas colônias francesas que ficaram independentes em 1960. No mesmo ano o Togo, antiga colônia alemã, depois colônia dividida entre britânicos e franceses, obteve sua independência. A antiga colônia britânica, Gana, já era independente desde 1957.